# شبه بلورة

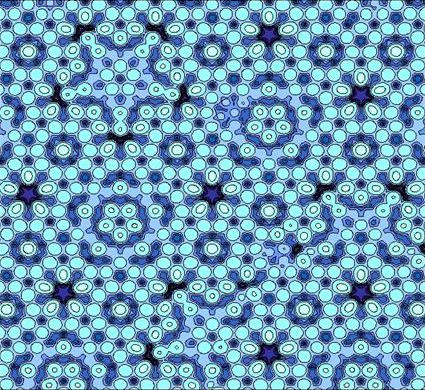

شبه البلورة (بالإنجليزية: Quasicrystal)‏ هي شكل منتظم وغير دوري. وهي تشكل أنماطا تغطي كل الحيز دون فراغات ولكنها تفتقر إلى التماثل الانتقالي. النظرية الكلاسيكية للبلورات يسمح فقط ب 2 و 3 و 4 و 6 مرات من التناظر الدوراني، ولكن شبه البلورة تظهر درجات أكبر من التماثل (الطيات). يمكن أن تكون في حالة وسطية بين البلور والزجاج. مثل البلورات، شبه البلورة تنتج حيودا رائعا. بينما بنية البلورات لها تكرار بسيط، شبه البلورات هي أكثر تعقيدا.